# Wtórny zespół stresu pourazowego
Wtórny zespół stresu pourazowego (ang. secondary traumatic stress disorder, STSD) – zaburzenie nerwicowe charakteryzujące się objawami takimi samymi jak w przypadku zespołu stresu pourazowego (PTSD), ale różniące się od niego etiologią. 
Przyczyną lęku we wtórnym zespole stresu pourazowego nie jest bezpośredni kontakt z traumatycznymi wydarzeniami (jak ma to miejsce w PTSD), ale bycie świadkiem wydarzeń trudnych dla innych ludzi. Zaburzenie to występuje najczęściej wśród osób, które z racji swojej pracy mają kontakt z traumatycznymi dla innych ludzi wydarzeniami (np. wśród policjantów, lekarzy pogotowia ratunkowego, ratowników medycznych czy strażaków).